# Castromocho
Castromocho település Spanyolországban, Palencia tartományban. Castromocho Fuentes de Nava, Abarca de Campos, Villarramiel, Baquerín de Campos, Torremormojón, Villerías de Campos, Boada de Campos és Capillas községekkel határos. Lakosainak száma 197 fő (2024).

## Népesség
A település népessége az elmúlt években az alábbi módon változott:
| Lakosok száma | 255  | 258  | 240  | 242  | 247  | 244  | 222  | 225  | 211  | 197  |
|               | 2001 | 2004 | 2007 | 2009 | 2012 | 2014 | 2017 | 2019 | 2022 | 2024 |